# Gagea bowes-lyonii
Gagea bowes-lyonii är en liljeväxtart som beskrevs av Igor Germanovich Levichev. Gagea bowes-lyonii ingår i Vårlökssläktet och i familjen liljeväxter. Inga underarter finns listade.